# レントラックジャパン
株式会社レントラックジャパン (RENTRAK JAPAN CO.,LTD) は、かつて存在したレンタルビデオ店向けPPT (Pay Per Transaction) 事業の最大手事業者。
2002年7月、ナスダック・ジャパン（のちの大証ヘラクレス）に上場したが、カルチュア・コンビニエンス・クラブ (CCC) による子会社化により、2006年2月、上場を廃止した。
オンラインDVDレンタル「TSUTAYA DISCAS」の運営などを行っていたが、2006年10月、株式会社ツタヤ・ディスカスとして分社化した。
2009年4月1日に株式会社TSUTAYAを存続会社として吸収合併された。映像事業は、TCエンタテインメント株式会社に継承された。